# Josep Reynés
Pour les articles homonymes, voir Reynés.
Josep Reynés Gurguí (Barcelone, 1850 - 1926) est un sculpteur catalan.
Formé à l'École de la Llotja, il étudia un temps à Paris, dans les ateliers de Jean-Baptiste Carpeaux (1827-1875) et de Carrier-Belleuse (1824-1887). Il s'adonna principalement à la décoration intérieure. Son œuvre fut marquée profondément par une influence française. En 1890, il obtint la première médaille à Madrid pour Le Violoniste.